# 20ª edizione dei Critics' Choice Awards
La 20ª edizione dei Critics' Choice Movie Awards si è tenuta il 15 gennaio 2015 presso l'Hollywood Palladium, premiando le migliori produzioni del 2014.
Il 31 maggio 2015 al Beverly Hills Hotel di Los Angeles si è invece tenuta la 5ª edizione dei Critics' Choice Television Awards.

## Critics' Choice Movie Awards

### Miglior film
- - Boyhood, regia di Richard Linklater
  - Birdman (Birdman or the Unexpected Virtue of Ignorance), regia di Alejandro González Iñárritu
  - L'amore bugiardo - Gone Girl (Gone Girl), regia di David Fincher
  - Grand Budapest Hotel (The Grand Budapest Hotel), regia di Wes Anderson
  - The Imitation Game, regia di Morten Tyldum
  - Lo sciacallo - Nightcrawler (Nightcrawler), regia di Dan Gilroy
  - Selma - La strada per la libertà (Selma), regia di Ava DuVernay
  - La teoria del tutto (The Theory of Everything), regia di James Marsh
  - Unbroken, regia di Angelina Jolie
  - Whiplash, regia di Damien Chazelle

### Miglior attore
- - Michael Keaton - Birdman (Birdman or the Unexpected Virtue of Ignorance)
  - Benedict Cumberbatch - The Imitation Game
  - Ralph Fiennes - Grand Budapest Hotel (The Grand Budapest Hotel)
  - Jake Gyllenhaal - Lo sciacallo - Nightcrawler (Nightcrawler)
  - David Oyelowo - Selma - La strada per la libertà (Selma)
  - Eddie Redmayne - La teoria del tutto (The Theory of Everything)

### Miglior attrice
- - Julianne Moore - Still Alice
  - Jennifer Aniston - Cake
  - Marion Cotillard - Due giorni, una notte (Deux jours, une nuit)
  - Felicity Jones - La teoria del tutto (The Theory of Everything)
  - Rosamund Pike - L'amore bugiardo - Gone Girl (Gone Girl)
  - Reese Witherspoon - Wild

### Miglior attore non protagonista
- - J. K. Simmons - Whiplash
  - Josh Brolin - Vizio di forma (Inherent Vice)
  - Robert Duvall - The Judge
  - Ethan Hawke - Boyhood
  - Edward Norton - Birdman (Birdman or the Unexpected Virtue of Ignorance)
  - Mark Ruffalo - Foxcatcher - Una storia americana (Foxcatcher)

### Miglior attrice non protagonista
- - Patricia Arquette - Boyhood
  - Jessica Chastain - 1981: Indagine a New York (A Most Violent Year)
  - Keira Knightley - The Imitation Game
  - Emma Stone - Birdman (Birdman or the Unexpected Virtue of Ignorance)
  - Meryl Streep - Into the Woods
  - Tilda Swinton - Snowpiercer

### Miglior giovane interprete
- - Ellar Coltrane - Boyhood
  - Ansel Elgort - Colpa delle stelle (The Fault in Our Stars)
  - Mackenzie Foy - Interstellar
  - Jaeden Lieberher - St. Vincent
  - Tony Revolori - Grand Budapest Hotel (The Grand Budapest Hotel)
  - Quvenzhané Wallis - Annie - La felicità è contagiosa (Annie)
  - Noah Wiseman - Babadook (The Babadook)

### Miglior cast corale
- - Birdman (Birdman or the Unexpected Virtue of Ignorance)
  - Boyhood
  - Grand Budapest Hotel (The Grand Budapest Hotel)
  - The Imitation Game
  - Into the Woods
  - Selma - La strada per la libertà (Selma)

### Miglior regista
- - Richard Linklater - Boyhood
  - Wes Anderson - Grand Budapest Hotel (The Grand Budapest Hotel)
  - Ava DuVernay - Selma - La strada per la libertà (Selma)
  - David Fincher - L'amore bugiardo - Gone Girl (Gone Girl)
  - Alejandro González Iñárritu - Birdman (Birdman or the Unexpected Virtue of Ignorance)
  - Angelina Jolie - Unbroken

### Miglior sceneggiatura originale
- - Alejandro González Iñárritu, Nicolás Giacobone, Alexander Dinelaris Jr. e Armando Bo - Birdman (Birdman or the Unexpected Virtue of Ignorance)
  - Richard Linklater - Boyhood
  - Wes Anderson - Grand Budapest Hotel (The Grand Budapest Hotel)
  - Dan Gilroy - Lo sciacallo - Nightcrawler (Nightcrawler)
  - Damien Chazelle - Whiplash

### Miglior sceneggiatura non originale
- - Gillian Flynn - L'amore bugiardo - Gone Girl (Gone Girl)
  - Graham Moore - The Imitation Game
  - Paul Thomas Anderson - Vizio di forma (Inherent Vice)
  - Anthony McCarten - La teoria del tutto (The Theory of Everything)
  - Joel ed Ethan Coen, Richard LaGravenese e William Nicholson - Unbroken
  - Nick Hornby - Wild

### Miglior fotografia
- - Emmanuel Lubezki - Birdman (Birdman or the Unexpected Virtue of Ignorance)
  - Robert Yeoman - Grand Budapest Hotel (The Grand Budapest Hotel)
  - Hoyte van Hoytema - Interstellar
  - Dick Pope - Turner
  - Roger Deakins - Unbroken

### Miglior scenografia
- - Adam Stockhausen e Anna Pinnock - Grand Budapest Hotel (The Grand Budapest Hotel)
  - Kevin Thompson e George DeTitta Jr. - Birdman (Birdman or the Unexpected Virtue of Ignorance)
  - Nathan Crowley e Gary Fettis - Interstellar
  - Dennis Gassner e Anna Pinnock - Into the Woods
  - Ondrej Nekvasil e Beatrice Brendtnerovà - Snowpiercer

### Miglior montaggio
- - Douglas Crise e Stephen Mirrione - Birdman (Birdman or the Unexpected Virtue of Ignorance)
  - Sandra Adair - Boyhood
  - Kirk Baxter - L'amore bugiardo - Gone Girl (Gone Girl)
  - Lee Smith - Interstellar
  - Tom Cross - Whiplash

### Migliori costumi
- - Milena Canonero - Grand Budapest Hotel (The Grand Budapest Hotel)
  - Mark Bridges - Vizio di forma (Inherent Vice)
  - Colleen Atwood - Into the Woods
  - Anna B. Sheppard - Maleficent
  - Jacqueline Durran - Turner (Mr. Turner)

### Miglior trucco
- - Guardiani della Galassia (Guardians of the Galaxy)
  - Foxcatcher - Una storia americana (Foxcatcher)
  - Lo Hobbit - La battaglia delle cinque armate (The Hobbit: The Battle of the Five Armies)
  - Into the Woods
  - Maleficent

### Migliori effetti speciali
- - Apes Revolution - Il pianeta delle scimmie (Dawn of the Planet of the Apes)
  - Edge of Tomorrow - Senza domani (Edge of Tomorrow)
  - Guardiani della Galassia (Guardians of the Galaxy)
  - Lo Hobbit - La battaglia delle cinque armate (The Hobbit: The Battle of the Five Armies)
  - Interstellar

### Miglior film d'animazione
- - The LEGO Movie, regia di Phil Lord e Christopher Miller
  - Big Hero 6, regia di Don Hall e Chris Williams
  - Il libro della vita (The Book of Life), regia di Jorge R. Gutierrez
  - Boxtrolls - Le scatole magiche (The Boxtrolls), regia di Graham Annable e Anthony Stacchi
  - Dragon Trainer 2 (How to Train Your Dragon 2), regia di Dean DeBlois
  - I pinguini di Madagascar (Penguins of Madagascar), regia di Eric Darnell e Simon J. Smith

### Miglior film d'azione
- - Guardiani della Galassia (Guardians of the Galaxy), regia di James Gunn
  - American Sniper, regia di Clint Eastwood
  - Captain America: The Winter Soldier, regia di Anthony e Joe Russo
  - Edge of Tomorrow - Senza domani (Edge of Tomorrow), regia di Doug Liman
  - Fury, regia di David Ayer
  - Transformers 4 - L'era dell'estinzione (Transformers: Age of Extinction), regia di Michael Bay

### Miglior attore in un film d'azione
- - Bradley Cooper - American Sniper
  - Tom Cruise - Edge of Tomorrow - Senza domani (Edge of Tomorrow)
  - Chris Evans - Captain America: The Winter Soldier
  - Brad Pitt - Fury
  - Chris Pratt - Guardiani della Galassia (Guardians of the Galaxy)

### Miglior attrice in un film d'azione
- - Emily Blunt - Edge of Tomorrow - Senza domani (Edge of Tomorrow)
  - Scarlett Johansson - Lucy
  - Jennifer Lawrence - Hunger Games: Il canto della rivolta - Parte 1 (The Hunger Games: Mockingjay - Part 1)
  - Zoe Saldana - Guardiani della Galassia (Guardians of the Galaxy)
  - Shailene Woodley - Divergent

### Miglior film commedia
- - Grand Budapest Hotel (The Grand Budapest Hotel), regia di Wes Anderson
  - 22 Jump Street, regia di Phil Lord e Christopher Miller
  - Birdman (Birdman or the Unexpected Virtue of Ignorance), regia di Alejandro González Iñárritu
  - St. Vincent, regia di Theodore Melfi
  - Top Five, regia di Chris Rock

### Miglior attore in un film commedia
- - Michael Keaton - Birdman (Birdman or the Unexpected Virtue of Ignorance)
  - Jon Favreau - Chef - La ricetta perfetta (Chef)
  - Ralph Fiennes - Grand Budapest Hotel (The Grand Budapest Hotel)
  - Bill Murray - St. Vincent
  - Chris Rock - Top Five
  - Channing Tatum - 22 Jump Street

### Miglior attrice in un film commedia
- - Jenny Slate - Il bambino che è in me - Obvious Child (Obvious Child)
  - Rose Byrne - Cattivi vicini (Neighbors)
  - Rosario Dawson - Top Five
  - Melissa McCarthy - St. Vincent
  - Kristen Wiig - Uniti per sempre (The Skeleton Twins)

### Miglior film sci-fi/horror
- - Interstellar, regia di Christopher Nolan
  - Babadook, regia di Jennifer Kent
  - Apes Revolution - Il pianeta delle scimmie (Dawn of the Planet of the Apes), regia di Matt Reeves
  - Snowpiercer, regia di Bong Joon-ho
  - Under the Skin, regia di Jonathan Glazer

### Miglior film straniero
- - Forza maggiore (Turist), regia di Ruben Östlund. Svezia
  - Ida, regia di Paweł Pawlikowski. Polonia
  - Leviathan, regia di Andrej Zvjagincev. Russia
  - Due giorni, una notte (Deux jours, une nuit), regia di Jean Pierre e Luc Dardenne. Belgio
  - Storie pazzesche (Relatos salvajes), regia di Damián Szifrón. Argentina

### Miglior documentario
- - Life Itself, regia di Steve James
  - Citizienfour, regia di Laura Poitras
  - Glen Campbell: I'll Be Me, regia di James Keach
  - Jodowrosky's Dune, regia di Frank Pavich
  - Last Days in Vietnam, regia di Rory Kennedy
  - The Overnighters, regia di Jesse Moss

### Miglior canzone
- - Glory - Selma - La strada per la libertà (Selma)
  - Big Eyes - Big Eyes
  - Everything Is Awesome - The LEGO Movie
  - Lost Stars - Tutto può cambiare (Begin Again)
  - Yellow Flicker Beat - Hunger Games: Il canto della rivolta - Parte 1 (The Hunger Games: Mockingjay: Part 1)

### Miglior colonna sonora
- - Antonio Sánchez - Birdman (Birdman or the Unexpected Virtue of Ignorance)
  - Alexandre Desplat - The Imitation Game
  - Jóhann Jóhannsson - La teoria del tutto (The Theory of Everything)
  - Trent Reznor e Atticus Ross - L'amore bugiardo - Gone Girl (Gone Girl)
  - Hans Zimmer - Interstellar

## Critics' Choice Television Awards

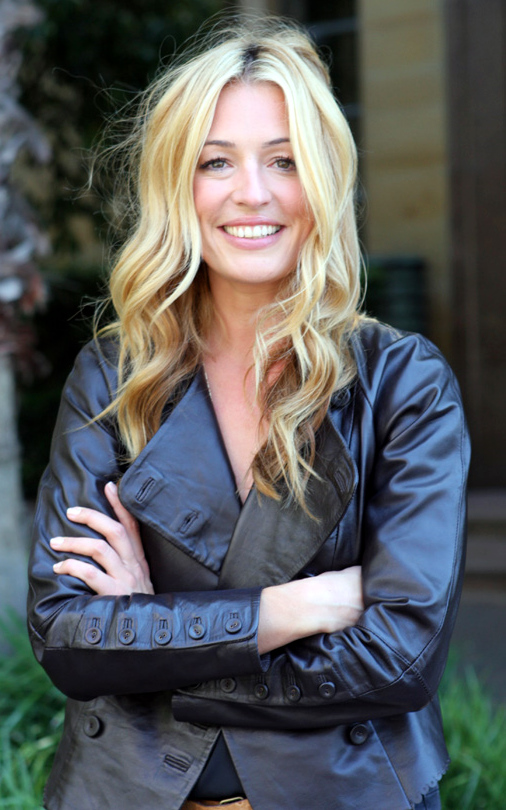
Cat Deeley ha presentato la 5ª edizione dei Critics' Choice Television Awards

La 5ª edizione dei Critics' Choice Television Awards si è celebrata il 31 maggio 2015 al Beverly Hilton Hotel di Los Angeles.
La cerimonia, trasmessa in diretta dal network A&E, è stata presentata per la seconda volta da Cat Deeley.
Le candidature erano state annunciate il 6 maggio 2015. Il 18 maggio erano state annunciate le candidature per la nuova categoria miglior serie bingeworthy, ossia più meritevole di binge watching, neologismo che indica il guardare consecutivamente molti episodi di una serie televisiva. La serie vincitrice di tale categoria è stata scelta dal pubblico tramite un sondaggio on-line. Il 18 maggio era stato anche comunicato che Seth MacFarlane avrebbe ricevuto il premio speciale Louis XIII Genius Award, mentre le nuove serie più promettenti, categoria in cui tutte le nominate sono riconosciute come tali, erano state svelate il 26 maggio.
Segue una lista delle categorie con i rispettivi candidati; i vincitori sono evidenziati in cima all'elenco di ciascuna categoria.

### Miglior serie drammatica
- The Americans
  - Empire
  - The Good Wife
  - Homeland
  - Justified
  - Orange Is the New Black
  - Il Trono di Spade (Game of Thrones)

### Miglior attore in una serie drammatica

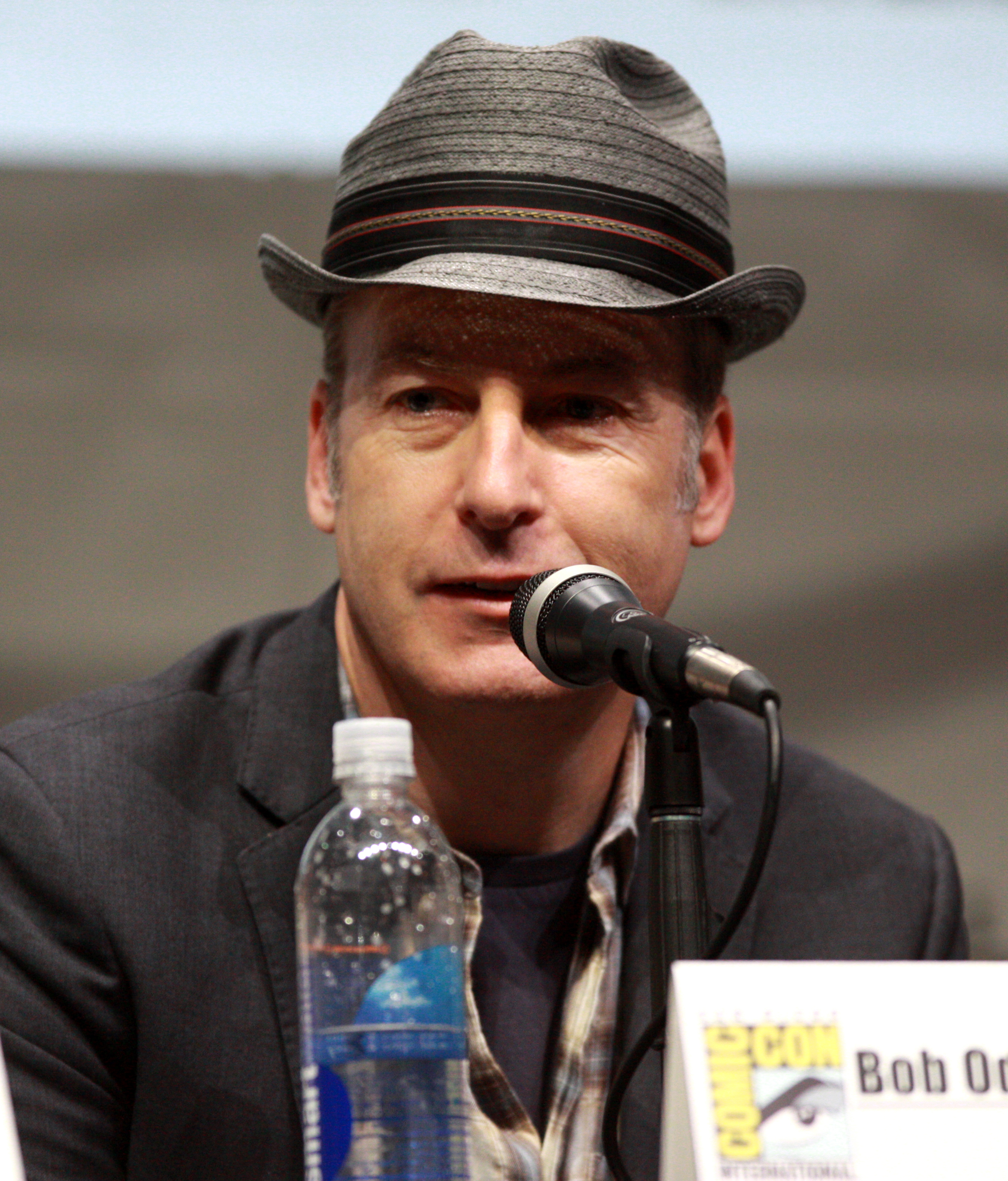
Bob Odenkirk, miglior attore in una serie drammatica

- Bob Odenkirk – Better Call Saul
  - Freddie Highmore – Bates Motel
  - Charlie Hunnam – Sons of Anarchy
  - Timothy Olyphant – Justified
  - Matthew Rhys – The Americans
  - Aden Young – Rectify

### Miglior attrice in una serie drammatica
- Taraji P. Henson – Empire
  - Viola Davis – Le regole del delitto perfetto (How to Get Away with Murder)
  - Vera Farmiga – Bates Motel
  - Eva Green – Penny Dreadful
  - Julianna Margulies – The Good Wife
  - Keri Russell – The Americans

### Miglior attore non protagonista in una serie drammatica
- Jonathan Banks – Better Call Saul

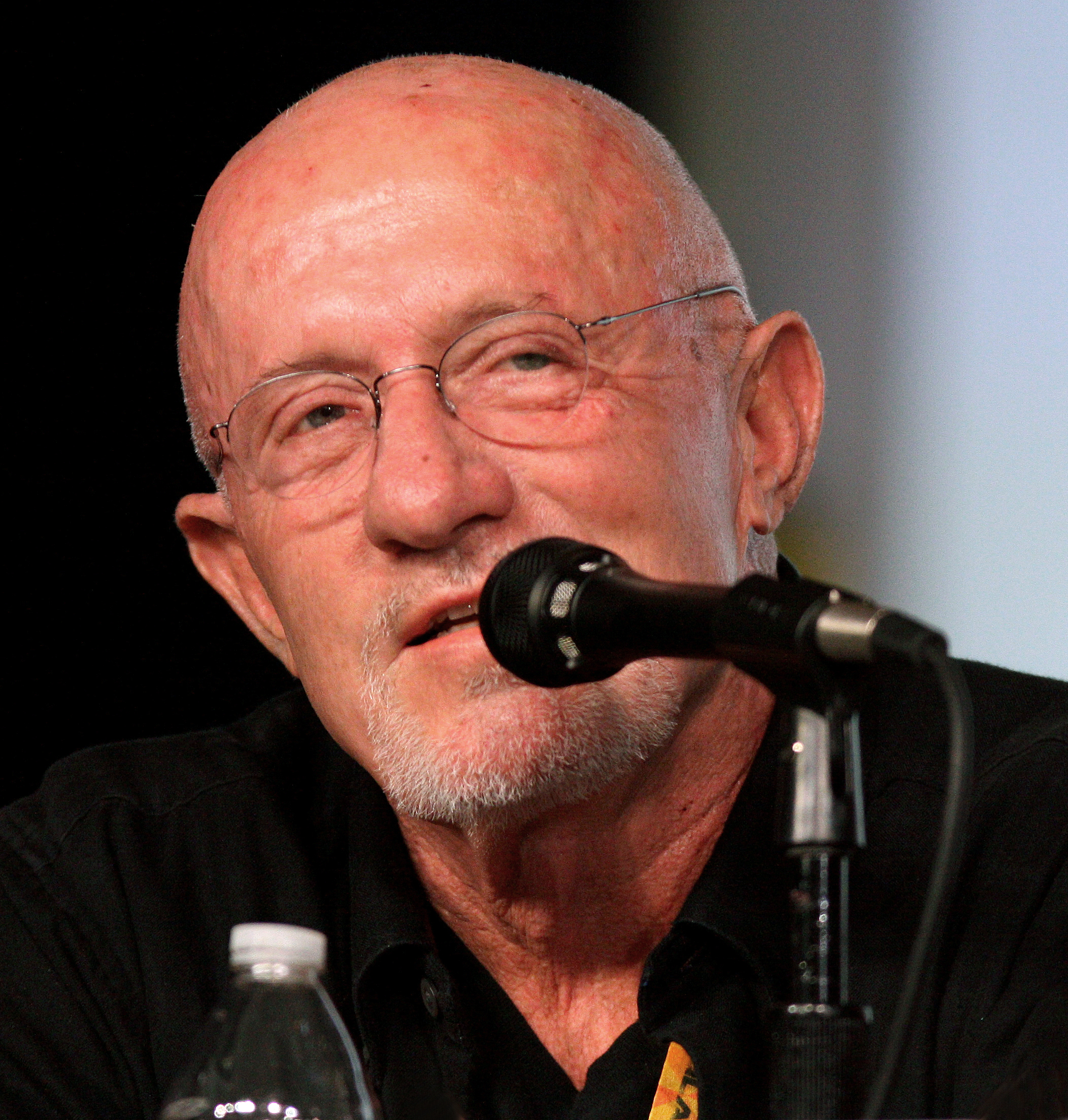
Jonathan Banks, miglior attore non protagonista in una serie drammatica

  - Christopher Eccleston – The Leftovers
  - Walton Goggins – Justified
  - Ben Mendelsohn – Bloodline
  - Craig T. Nelson – Parenthood
  - Mandy Patinkin – Homeland

### Miglior attrice non protagonista in una serie drammatica
- Lorraine Toussaint – Orange Is the New Black
  - Christine Baranski – The Good Wife
  - Joelle Carter – Justified
  - Carrie Coon – The Leftovers
  - Mae Whitman – Parenthood
  - Katheryn Winnick – Vikings'

### Miglior guest star in una serie drammatica
- Sam Elliott – Justified
  - Walton Goggins – Sons of Anarchy
  - Linda Lavin – The Good Wife
  - Julianne Nicholson – Masters of Sex
  - Lois Smith – The Americans
  - Cicely Tyson – Le regole del delitto perfetto (How to Get Away with Murder)

### Miglior serie commedia
- Silicon Valley
  - Broad City
  - Jane the Virgin
  - Mom
  - Transparent
  - Veep
  - You're the Worst

### Miglior attore in una serie commedia
- Jeffrey Tambor – Transparent
  - Anthony Anderson – Blackish
  - Will Forte – The Last Man on Earth
  - Johnny Galecki – The Big Bang Theory
  - Chris Messina – The Mindy Project
  - Thomas Middleditch – Silicon Valley

### Miglior attrice in una serie commedia
- Amy Schumer – Inside Amy Schumer
  - Ilana Glazer – Broad City
  - Julia Louis-Dreyfus – Veep
  - Lisa Kudrow – The Comeback
  - Gina Rodriguez – Jane the Virgin
  - Constance Wu – Fresh Off the Boat

### Miglior attore non protagonista in una serie commedia
- T. J. Miller – Silicon Valley
  - Tituss Burgess – Unbreakable Kimmy Schmidt
  - Jaime Camil – Jane the Virgin
  - Adam Driver – Girls
  - Tony Hale – Veep
  - Cameron Monaghan – Shameless

### Miglior attrice non protagonista in una serie commedia
- Allison Janney – Mom
  - Mayim Bialik – The Big Bang Theory
  - Carrie Brownstein – Portlandia
  - Judith Light – Transparent
  - Melanie Lynskey – Togetherness
  - Eden Sher – The Middle

### Miglior guest star in una serie commedia
- Bradley Whitford – Transparent
  - Becky Ann Baker – Girls
  - Josh Charles – Inside Amy Schumer
  - Susie Essman – Broad City
  - Peter Gallagher – Togetherness
  - Laurie Metcalf – The Big Bang Theory

### Miglior film per la televisione
- Bessie
  - Killing Jesus
  - Nightingale
  - A Poet in New York
  - Stockholm, Pennsylvania

### Miglior miniserie
- Olive Kitteridge
  - 24: Live Another Day
  - American Crime
  - The Book of Negroes
  - The Honourable Woman
  - Wolf Hall

### Miglior attore in un film o miniserie
- David Oyelowo – Nightingale
  - Michael Gambon – Il seggio vacante (The Casual Vacancy)
  - Richard Jenkins – Olive Kitteridge
  - James Nesbitt – The Missing
  - Mark Rylance – Wolf Hall
  - Kiefer Sutherland – 24: Live Another Day

### Miglior attrice in un film o miniserie
- Frances McDormand – Olive Kitteridge
  - Aunjanue Ellis – The Book of Negroes
  - Maggie Gyllenhaal – The Honourable Woman
  - Felicity Huffman – American Crime
  - Jessica Lange – American Horror Story: Freak Show
  - Queen Latifah – Bessie

### Miglior attore non protagonista in un film o miniserie
- Bill Murray – Olive Kitteridge

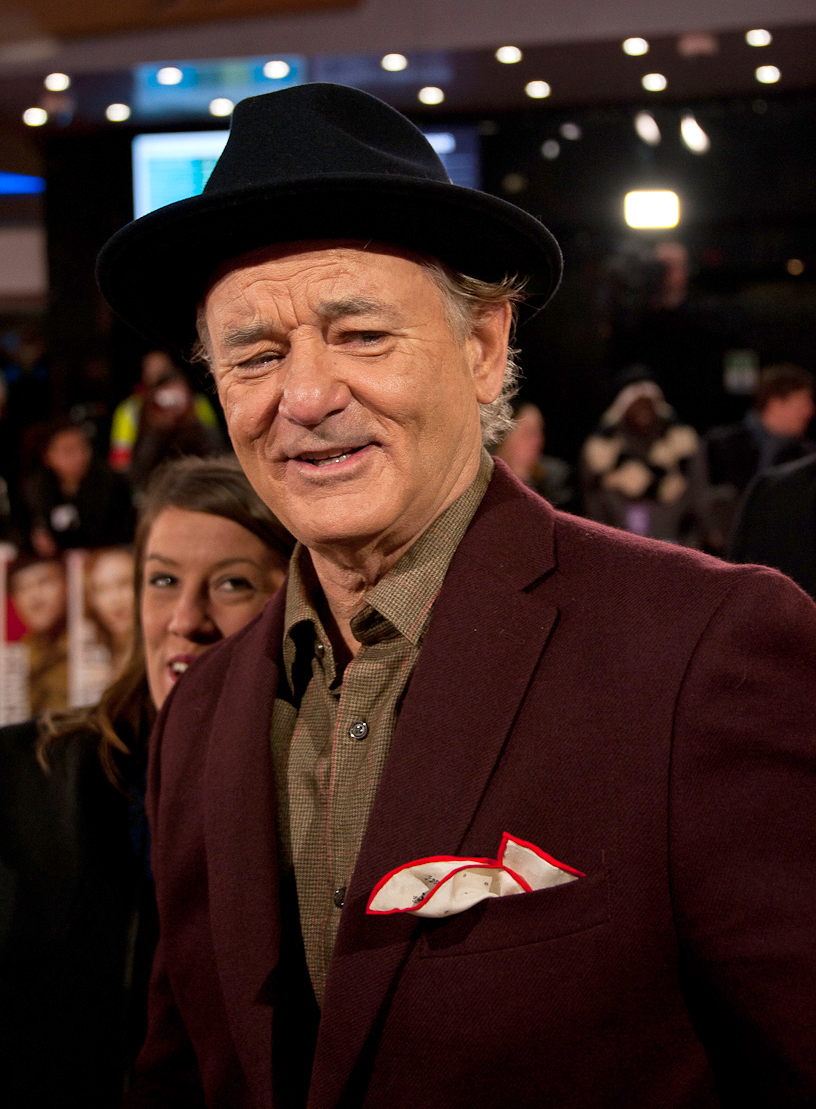
Bill Murray, miglior attore non protagonista in un film o miniserie

  - Jason Isaacs – Stockholm, Pennsylvania
  - Cory Michael Smith – Olive Kitteridge
  - Elvis Nolasco – American Crime
  - Jonathan Pryce – Wolf Hall
  - Finn Wittrock – American Horror Story: Freak Show

### Miglior attrice non protagonista in un film o miniserie
- Sarah Paulson – American Horror Story: Freak Show
  - Khandi Alexander – Bessie
  - Claire Foy – Wolf Hall
  - Janet McTeer – The Honourable Woman
  - Mo'Nique – Bessie
  - Cynthia Nixon – Stockholm, Pennsylvania

### Miglior serie animata
- Archer
  - Bob's Burgers
  - Gravity Falls
  - I Simpson (The Simpsons)
  - South Park
  - Star Wars Rebels

### Miglior reality
- Shark Tank
  - Anthony Bourdain: Parts Unknown
  - Deadliest Catch
  - Married at First Sight
  - MythBusters
  - Undercover Boss

### Miglior talent show
- Face Off
  - The Amazing Race
  - America's Got Talent
  - Dancing with the Stars
  - Master Chef Junior
  - The Voice

### Miglior presentatore di un reality o talent show
- Cat Deeley – So You Think You Can Dance
  - Tom Bergeron – Dancing with the Stars
  - Anthony Bourdain – Anthony Bourdain: Parts Unknown
  - Phil Keoghan – The Amazing Race
  - James Lipton – Inside the Actors Studio
  - Betty White – Betty White's Off Their Rockers

### Miglior talk show
- The Daily Show with Jon Stewart
  - The Graham Norton Show
  - Jimmy Kimmel Live!
  - Last Week Tonight with John Oliver
  - The Late Late Show with James Corden
  - The Tonight Show Starring Jimmy Fallon

### Miglior seriebingeworthy
- The Walking Dead
  - American Horror Story: Freak Show
  - Empire
  - Orange Is the New Black
  - Il Trono di Spade (Game of Thrones)
  - Vikings

### Nuove serie più promettenti
- American Crime Story
- Aquarius
- Blindspot
- Minority Report
- I Muppet (The Muppets)
- Scream Queens
- Supergirl
- UnREAL

### Louis XIII Genius Award
- A Seth MacFarlane.